# Cantón de Saint-Savinien
El cantón de Saint-Savinien era una división administrativa francesa, que estaba situada en el departamento de Charente Marítimo y la región de Poitou-Charentes.

## Composición
El cantón estaba formado por once comunas:
- Annepont
- Archingeay
- Bords
- Champdolent
- Fenioux
- Grandjean
- Le Mung
- Les Nouillers
- Saint-Savinien
- Taillant
- Taillebourg

## Supresión del cantón de Saint-Savinien
En aplicación del Decreto nº 2014-269 de 27 de febrero de 2014, el cantón de Saint-Savinien fue suprimido el 22 de marzo de 2015 y sus 11 comunas pasaron a formar parte del nuevo cantón de Saint-Jean-d'Angély.